# Boguty-Pianki (gmina)
Pour les articles homonymes, voir Boguty-Pianki.
Boguty-Pianki est une gmina rurale (gmina wiejska) de la powiat d'Ostrów Mazowiecka, dans la Voïvodie de Mazovie, dans le centre-est de la Pologne.
Son siège administratif (chef-lieu) est le village de Boguty-Pianki, qui se situe environ 36 kilomètres à l'est d'Ostrów Mazowiecka (siège de la powiat) et 112 kilomètres au nord-est de Varsovie (capitale de la Pologne).
La gmina couvre une superficie de 89,13 km2 pour une population de 2 900 habitants en 2006.

## Histoire
De 1975 à 1998, la gmina est attachée administrativement à la voïvodie de Łomża.

Depuis 1999, elle fait partie de la voïvodie de Mazovie.

## Géographie
La gmina inclut les villages et localités de :

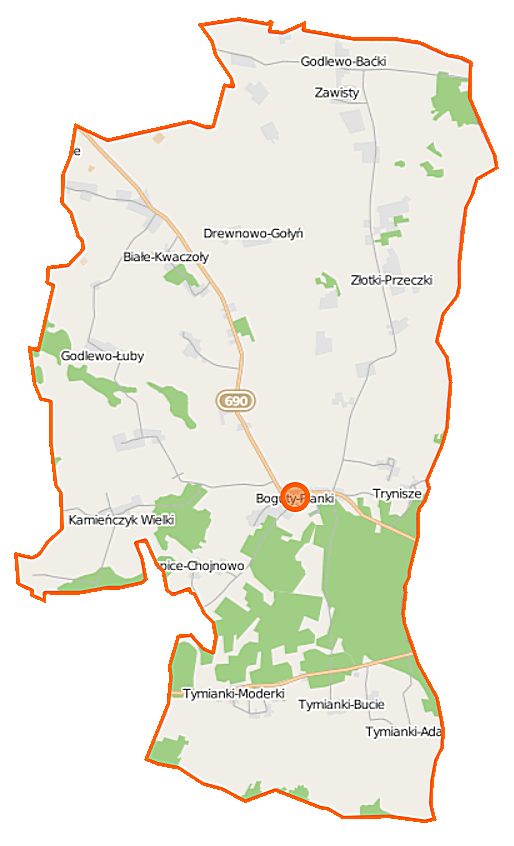
Plan de la gmina

- Białe-Chorosze
- Białe-Figle
- Białe-Giezki
- Białe-Kwaczoły
- Białe-Misztale
- Białe-Papieże
- Białe-Szczepanowice
- Białe-Zieje
- Boguty-Augustyny
- Boguty-Leśne
- Boguty-Milczki
- Boguty-Pianki
- Boguty-Rubiesze
- Cietrzewki-Warzyno
- Drewnowo-Dmoszki
- Drewnowo-Gołyń
- Drewnowo-Konarze
- Drewnowo-Lipskie
- Drewnowo-Ziemaki
- Godlewo-Baćki
- Godlewo-Łuby
- Kamieńczyk Wielki
- Kamieńczyk-Borowy
- Kamieńczyk-Pierce
- Kamieńczyk-Ryciorki
- Kraszewo-Czarne
- Kunin-Zamek
- Kutyłowo-Bródki
- Kutyłowo-Perysie
- Michałowo-Wróble
- Murawskie-Czachy
- Murawskie-Miazgi
- Szpice-Chojnowo
- Trynisze-Kuniewo
- Trynisze-Moszewo
- Tymianki-Adamy
- Tymianki-Bucie
- Tymianki-Dębosze
- Tymianki-Moderki
- Tymianki-Okunie
- Tymianki-Pachoły
- Tymianki-Skóry
- Tymianki-Szklarze
- Zabiele-Pikuły
- Zawisty-Dworaki
- Zawisty-Króle
- Zawisty-Kruki
- Zawisty-Piotrowice
- Zawisty-Wity
- Złotki-Przeczki
- Złotki-Pułapki
- Złotki-Starowieś

### Gminy voisines
La gmina de Boguty-Pianki est voisine des gminy suivantes :
- Ciechanowiec
- Czyżew-Osada
- Klukowo
- Nur

## Structure du terrain
D'après les données de 2002, la superficie de la commune de Boguty-Pianki est de 89,13 km2, répartis comme tel :
- terres agricoles : 79 %
- forêts : 16 %

La commune représente 7,28 % de la superficie du powiat.

## Démographie
Données du 30 juin 2004 :
| Description        | Total  | Total | Femmes | Femmes | Hommes | Hommes |
| ------------------ | ------ | ----- | ------ | ------ | ------ | ------ |
| Unité              | Nombre | %     | Nombre | %      | Nombre | %      |
| Population         | 2 916  | 100   | 1 426  | 48,9   | 1 490  | 51,1   |
| Densité (hab./km²) | 32,7   | 32,7  | 16     | 16     | 16,7   | 16,7   |